# 瓦西里·米哈伊洛维奇
瓦西里·米哈伊洛维奇 （俄语：Василий Михайлович Кашинский，1304年—1368年）是1349年至1368年期間統治特维尔大公国的特維爾大公。其曾於1327年特維爾起義期間逃往舊拉多加。